# Département de Curuzú Cuatiá
Le département de Curuzú Cuatiá est une des 25 subdivisions de la province de Corrientes, en Argentine. Son chef-lieu est la ville de Curuzú Cuatiá.
Le département a une superficie de 8 911 km2. Sa population s'élevait en 2001 à 42 075 habitants.

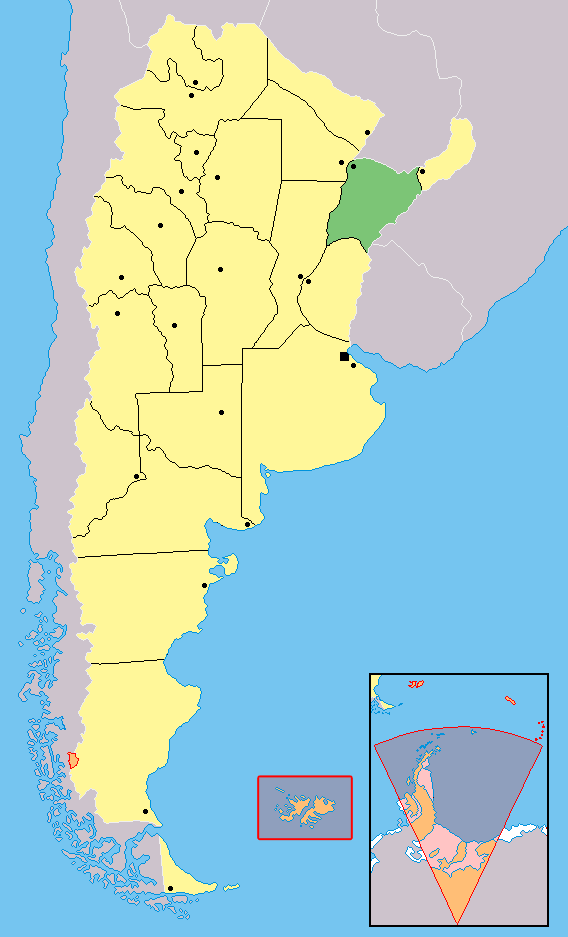
Localisation de la province de Corrientes en Argentine.